# Templo de Juno Celestial (Cartago)

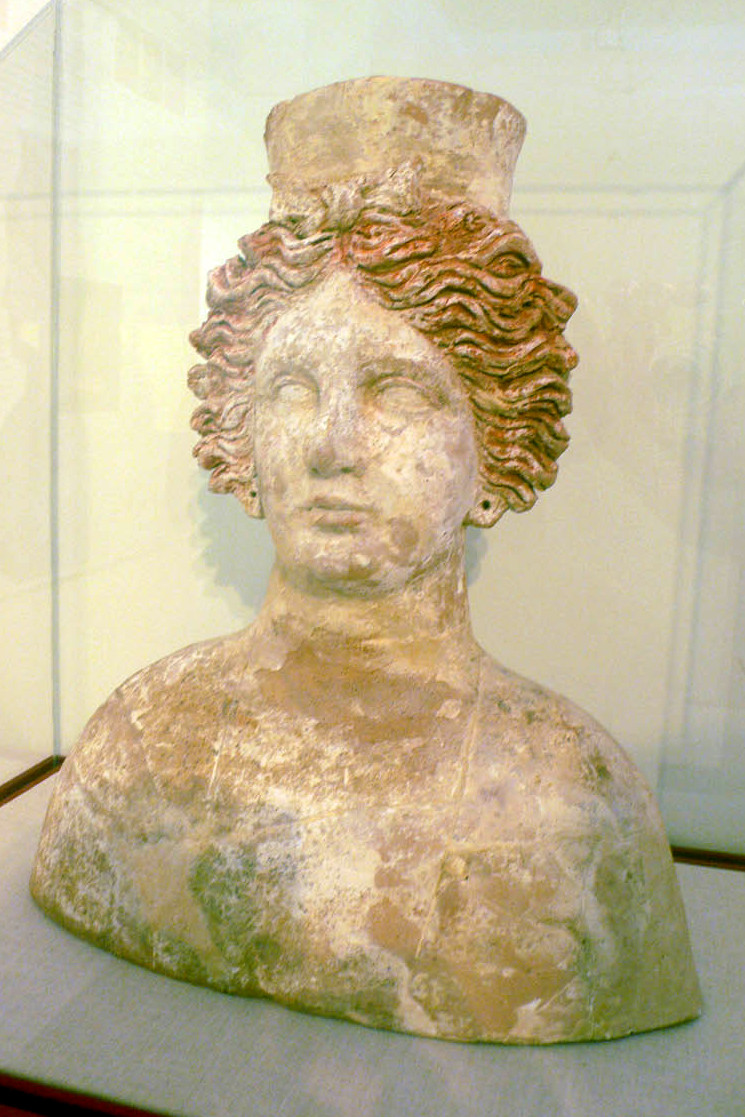
Tanit ibiza

O Templo de Juno Celestial foi um templo em Cartago, construído no século II d.C. e fechado em 399. Foi convertido em uma igreja cristã em 399 e foi destruído em 421. Nenhum vestígio do templo foi encontrado.
Era um dos maiores edifícios de Cartago romana, bem como um dos seus maiores locais sagrados. O templo era dedicado à deusa indígena Tanit em sua forma romana de Juno, que era a deusa protetora da cidade de Cartago, bem como uma das divindades mais adoradas no norte da África. O templo não era apenas uma instituição dominante de Cartago, mas um dos principais locais sagrados do Império Romano e um destino de peregrinos do império. 
Durante os séculos IV e V, o templo desempenhou um papel central no conflito religioso entre pagãos e cristãos. Era um símbolo do paganismo em Cartago e alvo dos cristãos. Em 399, foi convertida na catedral da recém-cristã Cartago. Foi destruída pelos cristãos em 421, sob grandes protestos dos pagãos, um ato visto como a vitória do cristianismo sobre o paganismo.

## História

### Fundação e função
Cartago foi destruída por Roma em 146 a.C., mas foi refundada como Cartago Romana em 49 a.C.
O templo de Juno Celestial foi fundado por ordem do imperador Marco Aurélio, o que dá uma data para sua fundação entre 161 e 180 d.C. Foi fundado pelo fórum da cidade e se tornou um dos principais edifícios da cidade, dominando Cartago.
Era um edifício enorme com vários edifícios em uma área de templo sagrado. O edifício do templo em si foi construído em um parque com árvores, que era conhecido como o maior local aberto dentro da cidade de Cartago. O templo ficava no meio do parque do templo e continha uma estátua monumental de culto à Deusa, que foi esculpida com o sol e a lua acima de sua cabeça, segurando uma copúcornia da qual brotavam sementes de romã e outras frutas, simbolizando a fertilidade da terra e da humanidade.
O templo foi dedicado à Deusa Juno Celestial, que era o nome romano para a popular Deusa indígena Tanit, de acordo com a Interpretatio graeca. Tanit era a divindade mais popular entre a população indígena da província; para os colonos romanos, Juno era a divindade principal e Rainha dos Deuses; e para os habitantes de Cartago em geral, a Deusa Juno Celestial era a deusa protetora da cidade. Ela também era conhecida como Caelestis Afrorum Dea.
Todos os fatores combinados e a importância da Deusa para todas as principais categorias de pessoas na província contribuíram para tornar a deusa e seu templo um importante local de adoração, e o templo se tornou um dos mais notáveis de Cartago e um centro da vida religiosa da cidade e da província. Também se tornou um dos principais locais de culto no Império Romano, uma vez que a crença na Deusa se expandiu por todo o império com os soldados romanos. As pessoas eram conhecidas por adorarem a Deusa em todo o Norte da África e na Espanha, tornando o templo um destino de peregrinações, especialmente em tempos de dificuldade.
O templo tinha seu próprio clero, composto por sacerdotes, sacerdotisas, coristas e oráculos. Sacerdotes e coristas realizavam rituais sagrados públicos pela cidade, e as Sacerdotisas do Oráculo da Deusa teriam recebido a capacidade de fazer previsões da Deusa.

### Conflito religioso, fechamento e destruição
Durante o século IV, o templo, sem dúvida o maior local de culto pagão em Cartago, tornou-se alvo de críticas da crescente minoria cristã. Agostinho de Hipona é conhecido como um dos principais antagonistas do templo, e o descreveu em seus escritos polêmicos.
Durante o século IV, o Império Romano se tornou cristão. No entanto, a cidade de Cartago era conhecida por seus muitos devotos adeptos pagãos. Durante a perseguição aos pagãos no final do Império Romano, os pagãos de Cartago foram perseguidos pelos cristãos. Cartago, sendo um reduto de pagãos, tornou-se cenário de intenso conflito entre cristãos e pagãos, e os locais sagrados pagãos da cidade tornaram-se alvos de fanáticos cristãos. O templo de Juno Celestial, sendo o maior templo pagão de Cartago, era particularmente visado por cristãos e defendido por pagãos. Ele, portanto, desempenhou um papel de liderança nos conflitos religiosos de Cartago.
Eventualmente, todas as religiões pagãs foram banidas no Império Romano, e os locais de culto religioso pagão foram fechados. Em 399, o templo de Juno Celestial em Cartago foi fechado à força por ordem do imperador. O templo estava funcionando como um local ativo de culto até seu fechamento, e o fechamento foi recebido com protestos dos habitantes pagãos de Cartago.
O templo foi dado aos cristãos. A estátua de culto da Deusa foi destruída. O templo foi convertido em uma igreja cristã, e o bispo Aurélio de Cartago o inaugurou como a catedral cristã de Cartago. O fechamento do templo de Juno Celestial foi seguido por ataques e destruição de outros locais sagrados de adoração não cristãos em Cartago. No Concílio Eclesiástico de Cartago de 401, os pais da igreja de Cartago, sob a liderança do Bispo Aurélio, escreveram ao imperador e recomendaram que ele ordenasse a destruição de todas as estátuas pagãs, incluindo aquelas mantidas em parques e jardins.
Vinte anos após o fechamento do templo, a cidade de Cartago ainda tinha pagãos protestando contra a discriminação a que eram submetidos, e pediam a devolução do seu templo. Este foi um fato que contribuiu para a destruição final do templo. Em 421, os pagãos de Cartago dirigiram-se ao imperador e pediram a devolução do seu templo, alegando que tinham recebido uma mensagem oracular da Deusa para esse efeito. No mesmo ano, pouco depois desse pedido, o imperador ordenou que o antigo templo (então usado como catedral cristã) fosse desmantelado.
Sob a direção do tribuno imperial Ursus, que foi enviado a Cartago pelo imperador para lidar com as contínuas tensões religiosas na cidade e perseguir o paganismo e o maniqueísmo, o templo e todos os edifícios pertencentes ao complexo da área do templo foram deliberadamente desmantelados e transformados em um cemitério cristão. Isso foi parte de uma campanha na qual todos os monumentos pagãos restantes na cidade também foram destruídos.

### Consequências e legado
O templo é conhecido pelos escritos cristãos polêmicos direcionados a ele em seu papel como centro pagão durante os séculos IV e V, como os escritos de Agostinho de Hipona.
A destruição do templo foi vista como um triunfo do cristianismo sobre o paganismo:
"Nenhum artesão jamais fará novamente os ídolos que Cristo destruiu... então considere o poder que esta Caelestis [isto é, Deusa dos Céus] costumava desfrutar aqui em Cartago. Quais eram os reinos desta terra?"
Agostinho escreveu a conhecida reflexão:
"Os reinos dos ídolos, os reinos dos demônios estão quebrados... Quão grande era o poder de Caelestis que estava em Cartago! Onde está agora o reino de Caelestis?"
Quodvultdeus descreveu o templo em detalhes em seu Liber promissionum et praedicatorum.